# 크리스틴 음보마
크리스틴 음보마(영어: Christine Mboma, 2003년 5월 22일~)는 나미비아의 육상 선수로 주 종목은 단거리 달리기이다. 2020년 하계 올림픽 여자 200m 달리기 종목에서 은메달을 획득했으며 나미비아 여성 선수로는 최초로 올림픽 메달을 획득했다. 또한 다이아몬드 리그에서 여자 200m 부문 1회 우승을 차지했다.
현재 여자 100m 나미비아 국가 기록, 여자 200m 아프리카 기록, 20세 이하 세계 기록, 나미비아 국가 기록을 보유하고 있다.